# Красноселье (Новосибирская область)
Красносе́лье — село в Чановском районе Новосибирской области. Административный центр Красносельского сельсовета.

## География
Площадь села — 79 гектаров.

## История
В 1976 году указом Президиума Верховного Совета РСФСР посёлку фермы № 1 совхоза «Красносельский» присвоено наименование село Красноселье.

## Население
| 2002 | 2007 | 2010 |
| ---- | ---- | ---- |
| 629  | ↘542 | ↘530 |

## Инфраструктура
В селе по данным на 2007 год функционируют 1 учреждение здравоохранения и 1 учреждение образования.